# だいしゅきホールド
1. 対面座位での行為中の写真

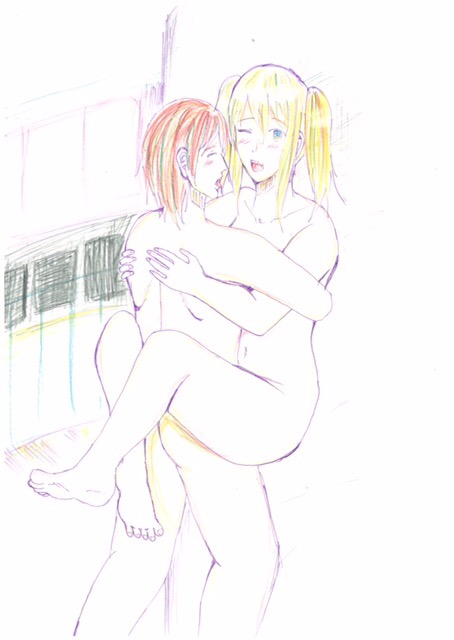
対面立位でのだいしゅきホールド

だいしゅきホールドとは、性行為時に男女が抱き合った状態から女性が男性の腰に足を回し、陰茎が膣から抜けないように固定した体位、または、そのまま膣内射精を促す女性の行為を指す俗語である。もともとは電子掲示板サイトの2ちゃんねるで生まれたインターネットスラングだったが、2015年（平成27年）頃から一般にも浸透するようになっていった。
中出し固め、カニばさみなどの別称でも呼ばれる。

## 概要
性行為時に男女が抱き合った状態で、陰茎が膣から抜けないように女性が男性の腰に足を回して固定した体位、またはその体勢のまま膣内射精を促す女性の行為を指す。四十八手における「揚羽本手」に相当しており、対面座位が基本とされているが、正常位や対面立位など男女が向き合う体位であれば可能である。愛情表現またはその男性の子供を産みたいという意思表示、あるいは強すぎる性的快感に耐える無意識な仕草や、単に膣内射精による快感を女性が自ら求める行為などと認識されている。男性側は射精直前に固定されてしまうと膣外射精に逃れることは簡単ではないので、そのまま強制的に膣内射精に至ることになる。
可愛らしい語感とあいまって男性の願望や妄想の対象として取り上げられることが多く、「もっともエロい」「セックス史上最も燃える&萌える体位」との評価もある。しかし、目をつけた男性とのできちゃった結婚を目指す女性が妊娠を狙って行う場合もあり、男性にとってその女性が浮気の相手であったり結婚するつもりがない相手の場合には、男性にとって恐怖の対象になることもある。

## 発祥と普及

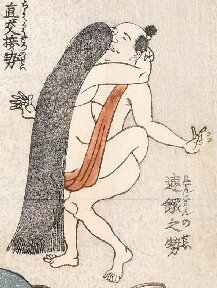
春画に描かれていただいしゅきホールド

だいしゅきホールドの体位自体は春画にも描かれていたが、その名前の初出は電子掲示板サイト2ちゃんねるの「挿入中に足をガシっとしてる二次画像ください」というスレッドにおいて、2009年（平成21年）10月3日に書き込まれたレスが初出とされる。このレスが書き込まれると、甘く可愛らしいネーミングがたちまち多くの支持を集め、次第にインターネットや成人向け漫画の世界で広く使われるようになっていった。
その後、2015年（平成27年）に入ってアダルトビデオで「だいしゅきホールド」を主題とする作品が立て続けに発売され、たちまち一般にも浸透していった。『週刊プレイボーイ』誌の選ぶ「2015エロ流行語大賞」では、「くぱぁ」（女性が自分の指で女性器を開く時の擬態語）に次いで2番目に取り上げられている。

### 起源論争
2020年3月8日、Twitterにおいて「#しれっとすごいことを言う見た人もやる」というタグをつけてツイートすることがトレンドとなった際、ライトノベル作家の三国陣が、「『だいしゅきホールド』とかいう知能指数0の妄言を生み出したのは私だ。正直すまなかった。」とツイートを行った。同業の高山理図からのリプライに対しては、「当時は夜勤で昼間は眠れず飲酒しながら2chをやっていた」などのエピソードを披露し、自身が考案者であると主張した。このことはTwitter上で大きく拡散され、三国への称賛が相次いだが、自分こそが本当の考案者だと主張するTwitterユーザーが別に登場したことから、論争に発展した。そのTwitterユーザーによれば、「ネットネタの考案者が自慢し始めるとつまらなくなるため今まで名乗り出なかったが、作家の宣伝に使われることに対する否定的な思いから名乗り出た」とのことであった。
論争が続くなか、第三者による検証が行われると、発祥となった掲示板にレスした人物とTwitterユーザーは、ともに漫画家のうさくんやケモノ趣味に関する発言を行っており、趣味嗜好が合致していることが発覚した。一方、三国がそういった話題に言及したことは確認できなかった。この結果から、後に出現したTwitterユーザーが考案者であるとみられるようになり、三国に対する批判が集まった。その批判を受けて三国は謝罪したが、「最初のツイートは十年前のあいまいな記憶で書いたもの」、「例の単語を私が考えたというのは間違いだった可能性が高い」などとあくまで記憶違いを主張しており、嘘をついたことは認めていない。

## 性交時以外の用法
性交時以外でも、両手両足で抱きつく行為について「だいしゅきホールド」の言葉を使うことがある。例えば、子供や動物が親や飼い主に両手両足で抱きつく無邪気な愛情表現や、男性が女性の代わりに布団や枕や抱き枕で代用する行為などである。しかし、「だいしゅき」という言葉から女性が相手の男性に対して愛情を抱いていることが前提で、その愛情表現としての行為以外に「だいしゅきホールド」という言葉を使うことはふさわしくないという考え方もある。